# オスカル・ドミンゲス

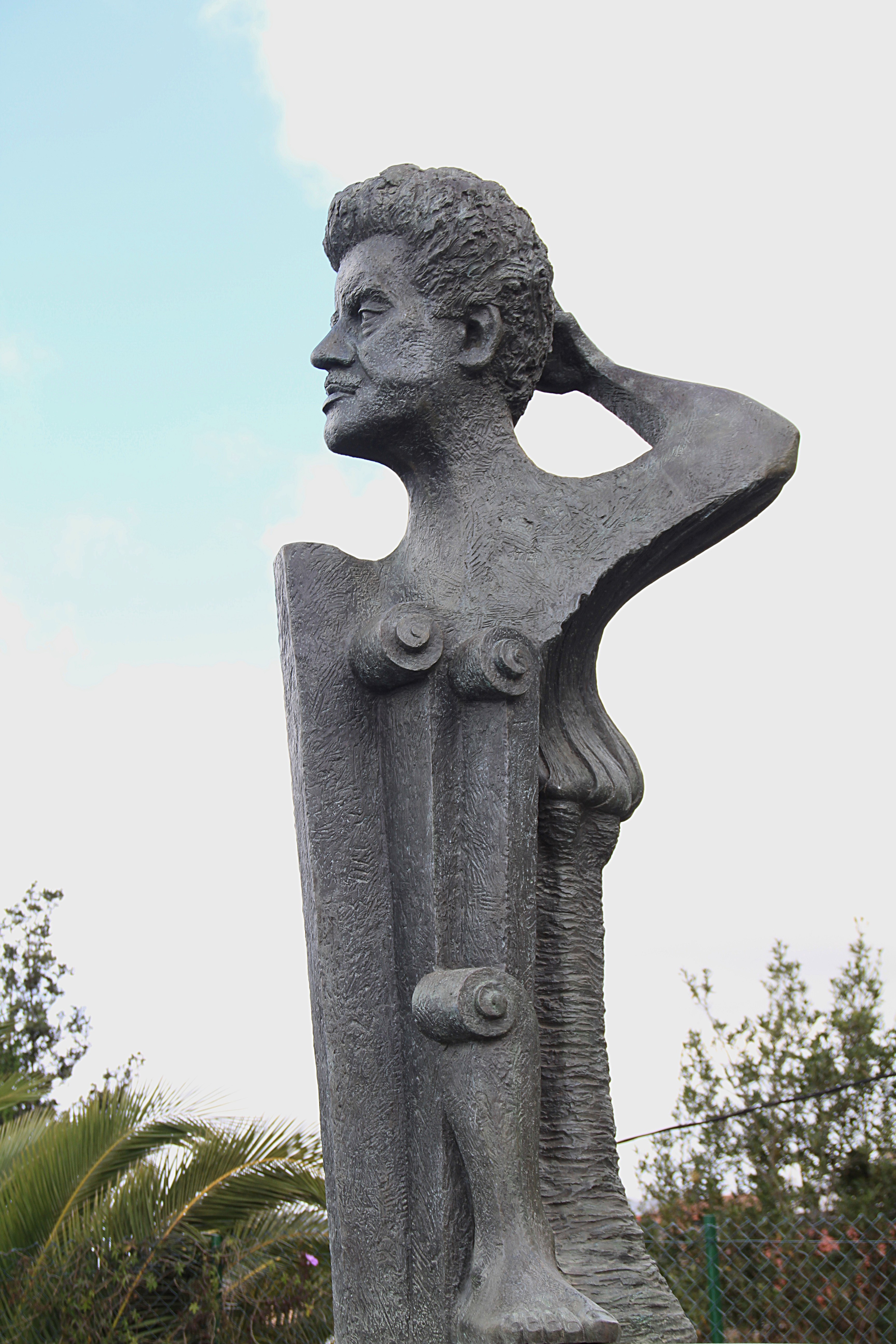
オスカル・ドミンゲス

オスカル・ドミンゲス（Óscar Domínguez, 1906年1月3日 - 1957年12月31日）は、スペイン・サン・クリストバル・デ・ラ・ラグーナ出身の画家・美術家。主にシュルレアリスムに属するとされる。ピカソや、ジョルジョ・デ・キリコ等の作品の贋作を描いていた。
カナリア諸島のテネリフェ島北部の都市サン・クリストバル・デ・ラ・ラグーナで生まれる。フランスに移り、パリで美術を学ぶ。
パブロ・ピカソなどの影響を受け、極端にデフォルメされた人物像等を描く。1930年代に入って、アンドレ・ブルトンと出会い、シュルレアリスムのグループ展に参加。
ドミンゲスのシュルレアリスムに対する最大の貢献として常に挙げられるのは、1936年のデカルコマニーの「発明」である。デカルコマニーを多用した作家としては、他にマックス・エルンストを挙げることができるが、エルンストとも異なる作風で、ドミンゲスの場合、より偶然性を重視した作品制作をしたといわれる。
1957年12月31日、パリのアトリエで自殺。